# Leptomenes schulthessianus
Leptomenes schulthessianus är en stekelart som först beskrevs av Henri Saussure 1890.  Leptomenes schulthessianus ingår i släktet Leptomenes och familjen Eumenidae. Inga underarter finns listade i Catalogue of Life.